# Hajo Bruins
Hajo Bruins (Steenwijk, 27 maart 1959) is een Nederlands acteur. Hij werd vooral bekend als acteur bij Toneelgroep Amsterdam en is te zien in films en televisieseries. Daarnaast spreekt hij stemmen voor reclamespotjes in.

## Carrière
Hajo Bruins studeerde af aan de Toneelschool Arnhem.
Bruins sprak de stem in van Agent Steady in de Nederlandse versie van The Borrowers (1997). Hetzelfde deed hij voor de rol van Kapitein Haak/Mr. George Darling voor de film Peter Pan (2003). Hij sprak ook de stem in van Lucius Malfidus in de filmreeks Harry Potter, Dr. Erwin Armstrong in The Boss Baby: Family Business, Kolderkat in Alice in Wonderland en van Rafael in Rio. In The Muppets is Bruins de stem van Tex Richman. 
Sinds 2010 is hij te zien als rechercheur Jim Leeflang in de succesvolle en bekroonde misdaadserie Penoza.
Hij speelde ook mee in enkele reclamespotjes. Zo speelde hij in 2000 mee in reclame voor Hak-groenten en was hij in 2005 te zien in reclame voor Tiscali.
Bruins heeft een relatie met Linde van den Heuvel. Hij heeft drie dochters uit eerdere relaties en twee dochters met zijn huidige partner.

## Filmografie
- Switch (televisieserie) - Evert (1988)
- Prettig geregeld (televisieserie) - Arie, politieagent (afl. NCRV 65 jaar, 1989)
- In de Vlaamsche pot (televisieserie) - Marc (afl. ‘‘Dodelijke Charme’’, 1991)
- Coverstory (televisieserie) - Inspecteur Koster (afl. onbekend, 1993-1995)
- Recht voor z’n Raab (televisieserie) - Huidarts (afl. ‘‘Kunstfout’’, 1993)
- Oude tongen (1994) - Hans Godhelp
- Flodder (televisieserie) - Arie (afl. ‘‘De penvriend’’, 1994)
- In naam der koningin (televisieserie) - Sgt. Schnittke (1996)
- Baantjer (televisieserie) - Gerard (afl. ‘‘De Cock en de moord met 300 getuigen’’, 1996)
- 12 steden, 13 ongelukken (televisieserie) - Rik (afl. ‘‘Meeveren (Barneveld)’’, 1997)
- Flodder (televisieserie) - Caesar (afl. ‘‘Breekpunt’’, 1999) (opgenomen in 1997)
- In de clinch (televisieserie) - Huub Witteveen (afl. onbekend, 1999) seizoen 1 & seizoen 2
- Baantjer (televisieserie) - Joop Groen (afl. De Cock en de moord op Sinterklaas, 2001)
- Polonaise (televisiefilm, 2002) - Charlie
- De Club van Sinterklaas (televisieserie) - Radarpiet (2002)
- Wet & Waan (televisieserie) - Talkshow-host (afl. ‘‘Au Pair’’, 2004)
- Deining (televisiefilm, 2004) - Hugo
- Russen (televisieserie) - Johnny B. (afl. ‘‘Jazz’’, 2004)
- Johan (2005) - Presentator
- Villa Neuzenroode (2005) - Victor Cementi
- Grijpstra & De Gier (televisieserie) - Dr. Westerling (afl. ‘‘Modern Management’’, 2005)
- Hotnews.nl (2005) - Dhr. de Knijf (Geheim spel)
- Goedemorgen Nederland (afl. 23 januari 2006)
- De afdeling (televisieserie) - Tom (afl. ‘‘Stoelendans’’, 2006)
- Villa Neuzenroode: In de ban van een Game (2006) - Victor Cementi
- Paid (2006) - Andre
- Willemspark (televisieserie) - Philip Schaeffer (2007)
- 13 in de oorlog (televisieserie) - Dries Kooiman (2009)
- Penoza (televisieserie) - Rechercheur Jim Leeflang (2010-2017)
- Michiel de Ruyter - Cornelis Tromp (2015)
- Gouden Bergen (televisieserie) - Roderik (2015)
- Weemoedt (televisieserie) - Bob Ancion (2016)
- Petticoat - Lammert Jagersma (2016)
- B.A.B.S. (televisieserie) - Willem, toneelregisseur (2017)
- Papadag (televisieserie) - Louis (2017-2020)
- All You Need Is Love (film) - Hans (2018)
- Lost & Found (telefilm) - Oscar (2018)
- De 12 van Schouwendam - Leo de Haan (2019)
- Penoza: The Final Chapter (film) - Jim Leeflang (2019)
- De Slag om de Schelde - Burgemeester Oostveen (2020)
- Oogappels - Docent Vermeulen (2020-heden)
- Herrie in Huize Gerri - TV Baas (2021)
- Liefde zonder grenzen - Ferry (2021)
- Nieuw Zeer - Diverse rollen (2024)
- Dertigers - Vader van Laura en Suus (2024)
- De mooiste dag - Wim de Groot (2024)
- Gooische Vrouwen - Duco Houweling (2024)
- Onopgelost - Hupkes (2024)
- De F*ckulteit (televisieserie) - Joris van Huijstee (2025)

## Theater
- Mamma Mia! (2003-2006)
- Big, Black & Beautiful XL (2005-2006)
- Ciske de rat (2007-2009)
- Petticoat (2010-2011)
- De Prooi (2012)
- Hij Gelooft in Mij (2012-2013)
- Soldaat van Oranje (2015-2016)
- Achter het Huis (2017-2018)